# Marianne Wiggins
Marianne Wiggins, née le 8 novembre 1947 à Lancaster en Pennsylvanie, est une écrivaine américaine.
Elle a obtenu plusieurs prix, dont un prix Whiting (en), un National Endowment for the Arts et le prix Janet Heidinger Kafka. Elle est finaliste du prix Pulitzer de la fiction en 2004 pour son roman Evidence of Things Unseen.

## Biographie
Marianne Wiggins nait le 8 novembre 1947 à Lancaster en Pennsylvanie. Son père John Wiggins est fermier et prédicateur amish, sa mère Mary Klonis Wiggins est la fille d'immigrés grecs installés en Virginie. Marianne grandit entre le fondamentalisme chrétien et les rituels orthodoxes. Elle ne fait pas d'études.
Elle épouse Brian Porzak en 1965 à l'âge de 17 ans, avec lequel elle a une fille, Lara, née à Rome en 1968. Le couple divorce en 1970.
Après des passages à Paris et Bruxelles, Wiggins s'installe à Londres pendant 16 ans, jusqu'en 1985. Mère célibataire, elle vit grâce à un travail dans un bureau de courtier. Elle publie Babe, son premier roman semi-autobiographique, en 1975, et décide de se lancer dans la littérature à plein temps.
En janvier 1988, elle épouse le romancier Salman Rushdie à Londres. Le 14 février 1989, l'ayatollah Khomeini lance une Fatwa contre ce dernier. Bien que Wiggins ai dit cinq jours plus tôt qu'elle souhaiter divorcer, elle l'accompagne pendant qu'il se met à l'abri, le couple déménageant 56 fois en six mois. Elle divorce finalement en 1993,.
Wiggins vit à Los Angeles, où elle enseigne dans le département d'anglais à l'université de Californie du Sud depuis 2005.
En 2016, Wiggins subit une attaque qui la laisse incapable de lire et d'écrire, et a effacé les huit dernières années de sa vie. Elle réapprend petit à petit, et se remet, avec l'aide de sa fille photographe Lara Porzak (en), à la fin son roman Properties of Thirst.

## Œuvre
Marquée par son enfance, les livres de Marianne Wiggins examinent l'emprise de la religion, du romantisme, du patriarcat, du colonialisme et de la violence sur ses personnages. D'après le Cambridge Guide to Women's Writing in English, Wiggins écrit avec « audace et intelligence, et un sens caché de la comédie » ; elle ne recule pas devant quelques jeux de mots, parfois obscurs.
Son écriture est très visuelle. Elle raconte visualiser les scènes avant de les écrire ; elle pratique par ailleurs la photographie.
Bien qu'elle déclare avoir eu une vie intéressante (la fuite avec Rushdie, des voyages en Amazonie…), elle n'a pas envie de se servir de ce matériau biographique pour ses romans.
Ses deux premiers romans, Babe (1975) et Went South (1980) mettent en scène des mères célibataires en difficulté, comme elle l'était à l'époque. Avec humour, elle raconte le combat de ces femmes confrontées à la grossièreté des hommes et à la pression sociale sur les femmes.
Separate Checks (1984) et le recueil Herself in Love and Other Stories (1987) lui apportent une reconnaissance critique. Dans Separate Checks, une fille observe sa famille, très féminine et excentrique, tout en essayant de comprendre en quoi cette famille l'a façonnée. Herself in Love… est une satire de l'amour romantique, signant un éloignement entre hommes et femmes.
Le succès public arrive avec John Dollar (1989), qui raconte l'histoire de filles devenant sauvages sur une île birmane, comme un pendant féminin à Sa Majesté des mouches. C'est une satire caustique sur le christianisme, l'impérialisme et sur la chute de la civilisation vers le barbarisme. Malheureusement, la fatwa contre son second mari Salman Rushdie éclipse ce livre.
En 1995 paraît Eveless Eden (en), un« conte ambitieux sur l'amour, la guerre et le journalisme entre Paris, Londres et Bucarest ».
Almost Heaven, paru en 1998, met en scène un correspondant de guerre marqué par les violences dans les Balkans, qui, de retour aux États-Unis, tombe amoureux d'une femme souffrant d'amnésie traumatique. Le roman interroge le rôle de la mémoire et du temps. On reproche au roman un ton mélodramatique et une intrigue un peu lourde.
Evidence of Things Unseen (2003) met en scène un homme fasciné par la technique et les technologies (électricité, bioluminescence, rayons X…) à l'aube de l'ère atomique. Wiggins y dépeint une relation amoureuse sur deux décennies.
Son dernier roman, Properties of Thirst, paru en 2022, est une ode à la Californie du milieu du xxe siècle qui évoque la vallée de l'Owens, autrefois verdoyante et aujourd'hui asséchée pour irriguer Los Angeles. On y croise des Blancs qui se battent pour les terres que leurs ancêtres se sont octroyés, des immigrés japonais dans les camps d'internements de Manzanar, construits par des Juifs.

## Prix et récompenses

### Prix obtenus
- 1989 : prix Whiting (en)
- 1989 : prix Janet Heidinger Kafka pour John Dollar[8]
- 2004 : médaille d'or aux California Book Awards pour Evidence of Things Unseen[7]

### Sélections
- 1990 : Prix Locus du meilleur roman d'horreur pour John Dollar
- 1996 : Eveless Eden (en) est sélectionné pour le Women's Prize for Fiction
- 2003 : finaliste du National Book Award pour Evidence of Things Unseen[8]
- 2004 : finaliste du prix Pulitzer de la fiction en 2004 pour son roman Evidence of Things Unseen[9]
- 2007 : National Book Critics Circle Award pour The Shadow Catcher

### Romans
- 1975 : Babe
- 1980 : Went South
- 1984 : Separate Checks
- 1989 : John Dollar
- 1995 : Eveless Eden (en)
- 1998 : Almost Heaven
- 2003 : Evidence of Things Unseen
- 2007 : The Shadow Catcher
- 2022 : Properties of Thirst (Simon & Schuster)[10]

### Recueils
- 1987 : Herself in Love and Other Stories
- 1991 : Bet They'll Miss Us When We're Gone

### Traduction en français
- Marianne Wiggins (trad. de l'anglais par Claire Malroux), L'île de nos rêves interdits [« John Dollar »], Éditions Robert Laffont, coll. « Pavillons », 1990 (1re éd. 1989), 277 p. (ISBN 9782221064382).